# Kleinkastell Gasr Wames

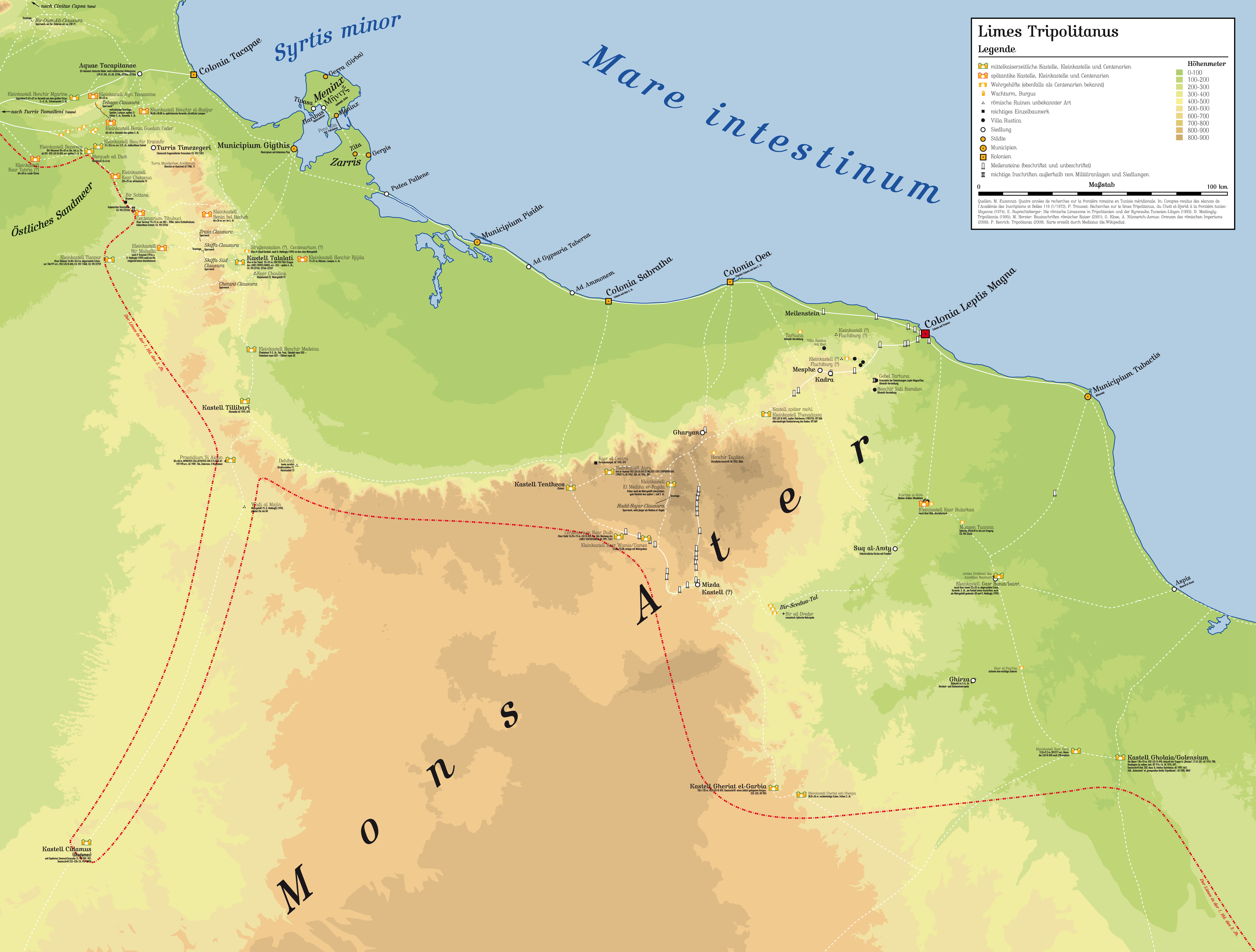
Das Kleinkastell (Mitte) im Verbund des Limes Tripolitanus

Das Kleinkastell Gasr Wames (auch Kasr Wames, Qasr Wames sowie in den Schreibweisen Wamis und Uames) ist eine burgusartige Fortifikation der Römischen Armee. Die Besatzung der bis heute sehr gut erhaltenen Befestigung übernahm Sicherungs- und Überwachungsaufgaben am Limes Tentheitanus, einem Teilabschnitt des Limes Tripolitanus in der Provinz Africa proconsularis, später Tripolitania. Die Grenzanlagen bildeten hier ein tiefgestaffeltes System von Kastellen und Militärposten. Die archäologisch untersuchten Reste befinden sich rund 64 Kilometer südwestlich der Stadt az-Zintan und rund 1,50 Kilometer westlich der Oase Wames im Munizip al-Dschabal al-Gharbi in Libyen.

## Lage
Die burgusartige Anlage liegt in einer nach Süden abfallenden Region des sich sichelförmig nach Norden öffnenden Nafusa-Gebirgszugs. Hier beginnt eine mächtige, teils von weiten Trockentälern durchzogenen Steilstufe, die nach Süden hin zum Fessan abfällt. Vom aufgehenden Mauerwerk der Militärstation haben sich gut erhaltene Überreste auf einem strategisch günstig gewählten kleinen Hügel erhalten. Von dort aus hatte die Besatzung einen weiten Rundumblick auf die vegetationsarme Ebene des Oberen Sofeggin. Am östlichen Fuß des Kastellhügels führt das Wadi Wames von Norden kommend vorbei. Nur wenige Kilometer südlich mündet dieses kleinere Wadi in den Oberlauf des mächtigen Wadi Sofeggin. Das Obere Sofeggin ist das bedeutendste und größte Trockental Tripolitaniens und bildet mit seinen vielen Nebenarmen ein weitverzweigtes Flusssystem. Es reicht von der Stadt az-Zintan, in deren Nähe das wichtige Kastell Thenteos zu suchen ist, in einem halbmondförmigen Bogen entlang der Süd- und Südostseite des Nafusa- und Garian-Gebirgszugs bis in die küstennahe Ebene und nach Misrata. Auch das südöstlich des Gasr Wames gelegene Mizda mit seinem gemutmaßten Kastell liegt in der Region des Oberen Sofeggin.
Das Land ist von Sand-, Kies- und Geröllwüsten geprägt. Zur Vegetation zählen Büsche und Wüstensträucher, deren Vorkommen sich in den Überschwemmungsgebieten der Wadis verdichtet. Auch einige Bäume wie vorwiegend Akazien und Tamarisken haben die Abholzung durch Köhler im neunzehnten und frühen zwanzigsten Jahrhundert überstanden. Die Trockentäler leiten das zeitweise aus dem Nafusa-Gebirge kommende Regenwasser in den Süden des Berglandes und ermöglichen dort die Bildung von Oasen.

## Forschungsgeschichte
Zu Beginn des 20. Jahrhunderts erkundete der Offizier Henri Méhier de Mathuisieulx von Algerien aus im Auftrag der französischen Regierung im Zuge mehrjähriger Forschungsreisen die damals dem Osmanischen Reich unterstellte Region Tripolitanien. Als Teil seiner umfassenden Landesaufnahmen unternahm Méhier de Mathuisieulx auch Expeditionen zu vielen antiken Stätten des Landes. So besuchte er 1904 den Gasr Wames und fertigte den ersten Plan dieser Anlage an. Kurz nach dem Zweiten Weltkrieg untersuchten die Archäologen Richard Goodchild (1918–1968) und John Ward-Perkins (1912–1981) für den von der britischen Verwaltung aufgestellten tripolitanischen Antikendienst die Region. Im Jahr 1995 war das Kleinkastell erneut das Ziel einer wissenschaftlichen Erkundung.

## Baugeschichte

### Standortwahl
Wie das nur rund 25 Kilometer westlich gelegene Centenarium Gasr Duib, stand auch das Kleinkastell Gasr Wames in einer Kette von römischen Militäreinrichtungen, die den nordafrikanischen Limes überwachten. Die Bauinschrift aus dem Centenarium Gasr Duib legt nahe, dass die Soldaten auch die Kontrolle der zwischen den Kastellen Thenteos und Mizda verlaufenden Straße übernahmen. Der nahe Gasr Wames wird wohl sicher die gleiche Aufgabe übernommen haben. Des Weiteren gab es südöstlich von Wames eine Wegkreuzung. Von dort führte eine Straße nach Norden in das Bergland des Dschabal Nafusa beziehungsweise Dschabal Garian und letztendlich in die nach Norden zum Mittelmeer reichende fruchtbare Djeffara-Ebene. Auf den Gebirgshöhen wurde diese Straße durch das Sperrwerk der Hadd-Hajar-Clausura mit dem wohl dazugehörigen Kleinkastell Medina Ragda kontrolliert.

### Datierung
Möglicherweise wurde der Gasr Wames wie der Gasr Duib im dritten Jahrhundert n. Chr. errichtet. Der Archäologe Michael Mackensen datierte die verwaltungstechnische Einrichtung des Limesabschnitts im Oberen Sofeggin (Limes Tentheitanus) mit Hilfe der zeitlich festlegbaren Bauinschrift des Centenariums Gasr Duib in die Jahre 246/247 n. Chr. Der Bau des Centenariums könnte auch den frühesten Zeitpunkt für eine Errichtung des Gasr Wames andeuten. Für einige Archäologen legt der Text der Bauinschrift vom Gasr Duib (constituto novo centenario) auch die Möglichkeit nahe, an eine Neuerrichtung (d. h. Wiedererrichtung) von römischen Militäranlagen entlang der Straße Thenteos–Mizda zu denken.
Nahe dem Kleinkastell Gasr Wames wurden mehrere Meilensteine (Miliaria) an der römischen Straße entdeckt. Zu diesen Steinen gehört auch ein Exemplar, das 216 n. Chr., während der Regierungszeit des Kaisers Caracalla (211–217), errichtet wurde. Bei seiner Auffindung lag der zerbrochene Meilenstein noch in situ, umgeworfen neben seinem rechteckigen Standfuß. Diese Meilensteine bestätigen, dass das Gebiet schon vor der Konstitution des Limes Tentheitanus ein Teil des Limes Tripolitanus war.
Wie durch die Notitia dignitatum, ein spätrömisches Staatshandbuch, überliefert, existierte der Limes Tentheitanus verwaltungstechnisch noch im späten vierten und vielleicht auch noch im frühen fünften Jahrhundert n. Chr. Ein Fortbestehen des Kleinkastells Gasr Wames bis in diese Zeit ist also nicht ausgeschlossen.

### Baubefund
Der quadratische, rund 13,20 × 13,20 Meter umfassende Gasr ist von einem Graben umgeben, der als Annäherungshindernis diente. Das von einer Umfassungsmauer begrenzte Bauwerk besitzt ein bis zu 1,40 Meter starkes Bruchsteinmauerwerk und lässt noch deutlich ein zweites Stockwerk erkennen, das jedoch weitgehend verstürzt ist. Der einzige Eingang befindet sich mittig an der Ostseite. Er wird von einem Rundbogen überwölbt, der aus fünf großen Keilsteinblöcken besteht. Über dem Torbogen befindet sich eine rechteckige Eintiefung in der Umfassungsmauer. Dort befand sich einst die zum Kastell gehörende und heute verlorene Bauinschrift. Der von einem Tonnengewölbe getragene Zugang führt unter dem einzigen Turm des Kleinkastells hindurch in einen rechteckigen Lichthof, an den zu allen vier Seiten Räume mit ebenfalls überwölbten Decken angrenzen. Die Räume grenzen unmittelbar an die Umfassungsmauer. Über ein Treppenhaus im unmittelbaren Eingangsbereich konnten die Soldaten bis auf das einst zinnenbewehrte Flachdach gelangen. Der dreistöckige Torturm selbst ist bis heute noch in voller Höhe erhalten. Sein im Grundriss rechteckig aufgehendes Mauerwerk besitzt abgerundete Ecken. Der Turm selbst besaß keinen Zugang in seinem Inneren. Damit das Wachpersonal auf die offene Plattform in den dritten Stock gelangen konnte, musste es über Steintritte, die aus der Mauer herausragten, hinaufklettern. Auf dem Flachdach des Kleinkastells haben sich stellenweise Reste der zinnengekrönten Brustwehr erhalten. Dabei lag die Brüstungshöhe bei einem Meter, der Zinnenabstand bei 1,20 Metern und die breite der abgewinkelten Zinnen selbst bei 0,90 Metern.
Eine zweite, verstärkende Umfassungsmauer, die am Gasr Wames festgestellt wurde, könnte zu einer Ausbauphase während der Regierungszeit des Kaisers Aurelian (270–275) gehören.